# California Girls
A California Girls a The Beach Boys dala, Brian Wilson és Mike Love szerzeménye, amely a Summer Days (And Summer Nights!!) albumon jelent meg 1965-ben. A számot 1985-ben feldolgozta a Van Halen énekese, David Lee Roth (a háttérvokálokat Carl Wilson és Christopher Cross énekelték), és a 3. helyig jutott vele a Billboard listán. A The Beatles "Back In The USSR" című 1968-as dala Paul McCartney elmondása szerint tisztelgés a "California Girls" előtt (a "Back In The USSR"-t McCartney a Beatles 1968-as indiai meditációi során írta, melyen Mike Love is részt vett, és feltételezhetőleg ő is közreműködött a szám szövegének megírásában).

## Története
A "California Girls"-t Brian Wilson élete első LSD-utazása során írta. Wilson elmondása szerint nem sokkal az LSD bevétele után pánikroham tört rá, a hálószobába rohant, és egy párna alá dugta a fejét, miközben azt kiabálta: "Félek az apámtól, félek az anyámtól". Kicsivel később felugrott, azt kiáltotta: "Elég ebből!", majd a zongorához ült, és felváltva kezdett egy g és egy h hangot játszani, újra és újra. Fél óra után elkezdte énekelni a dal első sorát ("Well East Coast girls are hip, I really dig the styles they wear"). Másnap Mike Love-val (aki állítása szerint soha nem használt illegális kábítószereket) megírták a dal többi részét, majd néhány nappal később Brian szimfonikus bevezetőt komponált a számhoz (melynek munkacíme először "I Love The Girls", majd egy ideig bizarr módon "You Are Grass And I'm A Lawn Mower" (Gyep vagy, és én vagyok a fűnyíró) volt).
Mint Wilson elmondta, első LSD-kalandja nem csak élete egyik legnagyszerűbb dalának megkomponálását segítette elő, de kevésbé kellemes mellékhatásokkal is járt: 1965 óta folyamatosan hangokat hall a fejében, melyek Wilson és családtagjai meggyilkolásával fenyegetőznek. Az LSD használata nagyban hozzájárult Brian Wilson mentális rendellenességének kialakulásához, amely a hatvanas évek közepétől mindmáig fennáll.
A "California Girls" szerepel a Rock and Roll Hall of Fame 500 dal, amely formát adott a rock and rollnak listáján.

## Rádiós Lejátszások
A "California Girls" 6 hetet töltött a legtöbbet játszott dalok listáján az USA-ban, és 4-5 millió alkalommal játszották a dalt a mai napig a rádiók. Így hatalmas közönség sikert könyvelhetett el magának, és lett az egyik leghíresebb, és a legtöbbet játszott Beach Boys dal.

## Helyezések
| Helyezések (1965)                   | Legmagasabb Pozíció |
| ----------------------------------- | ------------------- |
| U.S. Billboard Hot 100              | 3                   |
| Svéd kislemez lista                 | 6                   |
| Ausztrál kislemez lista             | 8                   |
| Észak-Afrika                        | 8                   |
| Rhodesian (Zimbabwe) Kislemez Lista | 2                   |
| Kanadai kislemez lista              | 2                   |
| UK kislemez lista                   | 26                  |